# Burmannia gracilis
Burmannia gracilis ist eine blattgrünlose Pflanzenart aus der Familie der Burmanniaceae. Sie ist beheimatet in Südostasien.

## Beschreibung
Burmannia gracilis ist eine einjährige, blattgrünlose, unverzweigt bis verzweigt wachsende krautige Pflanze, die eine Wuchshöhe von 15 bis 21, selten 9 bis 34 Zentimeter erreicht. Sie ist mykotroph. Ein Rhizom ist nicht vorhanden, die Wurzeln sind verdickt und kurz. Blätter fehlen am Ansatz und kommen nur vereinzelt am Stängel vor, dort sind sie schuppenartig, dreieckig spitz zulaufend und 3 bis 4,2 Millimeter lang.
Der Blütenstand ist ein aus meist zehn bis zwanzig, selten drei bis fünf Blüten bestehender Doppelwickel. Die rund 2 Millimeter lang gestielten Blüten sind 7 bis 9,5 Millimeter lang und von weißer Farbe mit gelben Blütenlappen. Die Blütenröhre ist zylindrisch und 4 bis 5 Millimeter lang sowie 1,8 Millimeter breit, die 1,8 bis 2,3 Millimeter breiten Flügel sind halb elliptisch bis halb keilförmig und verlaufen von der Mitte des Ansatzes der äußeren Blütenlappen bis zum Ansatz des Fruchtknotens. Die äußeren Blütenlappen sind breit eiförmig bis dreieckig, dünn und flach oder mit schwach eingerollten Rändern, spitz zulaufend und rund 1,2 Millimeter lang, die inneren eiförmig bis dreieckig, flach oder mit schwach eingerollten Rändern, spitz zulaufend und rund 0,7 Millimeter lang. Die Staubfäden sind ungestielt und setzen im Blütenhüllschlund nah an den inneren Blütenlappen an, das Konnektiv ist ypsilonförmig und weist zwei seitlich auseinandergehende Arme auf, die die Thecae tragen sowie am Ansatz einen kurzen, stumpfen Sporn. Der Griffel ist ebenso lang wie die Kronröhre und fadenförmig, an seinem Ende stehen die drei ungestielten, kopfigen Narben.
Die Fruchtknoten sind annähernd kugelförmig und 3 bis 4 Millimeter lang. Die  annähernd kugelförmig Kapsel öffnet sich unregelmäßig entlang von Querschlitzen. Die Samen sind zahlreich und elliptisch.

## Verbreitung
Burmannia gracilis ist beheimatet in thailändischen sowie der malaysischen Halbinsel in Höhenlagen zwischen 800 und 1200 Meter in immergrünen Wäldern auf Kalkstein.

## Systematik
Die Art wurde 1890 von Henry Nicholas Ridley erstbeschrieben.

## Nachweise
1. 1 2 3 4 5  Dianxiang Zhang: Systematics of Burmannia L. (Burmanniaceae) in the Old World. S. 243–244, In: Hong Kong University Theses Online. Thesis (Ph.D.), University of Hong Kong, 1999